# BAFTA-galan 2018
BAFTA-galan 2018 var den 71:a upplagan av British Academy Film Awards som belönade insatser i filmer som visades i Storbritannien 2017 och hölls den 18 februari 2018 på Royal Opera House i London. Årets värd var Joanna Lumley.

## Vinnare och nominerade
Nomineringarna tillkännagavs den 9 januari 2018. Vinnarna listas i fetstil.

### BAFTA Fellowship
- Ridley Scott

### Enastående insats för brittisk film
- National Film and Television School (NFTS)

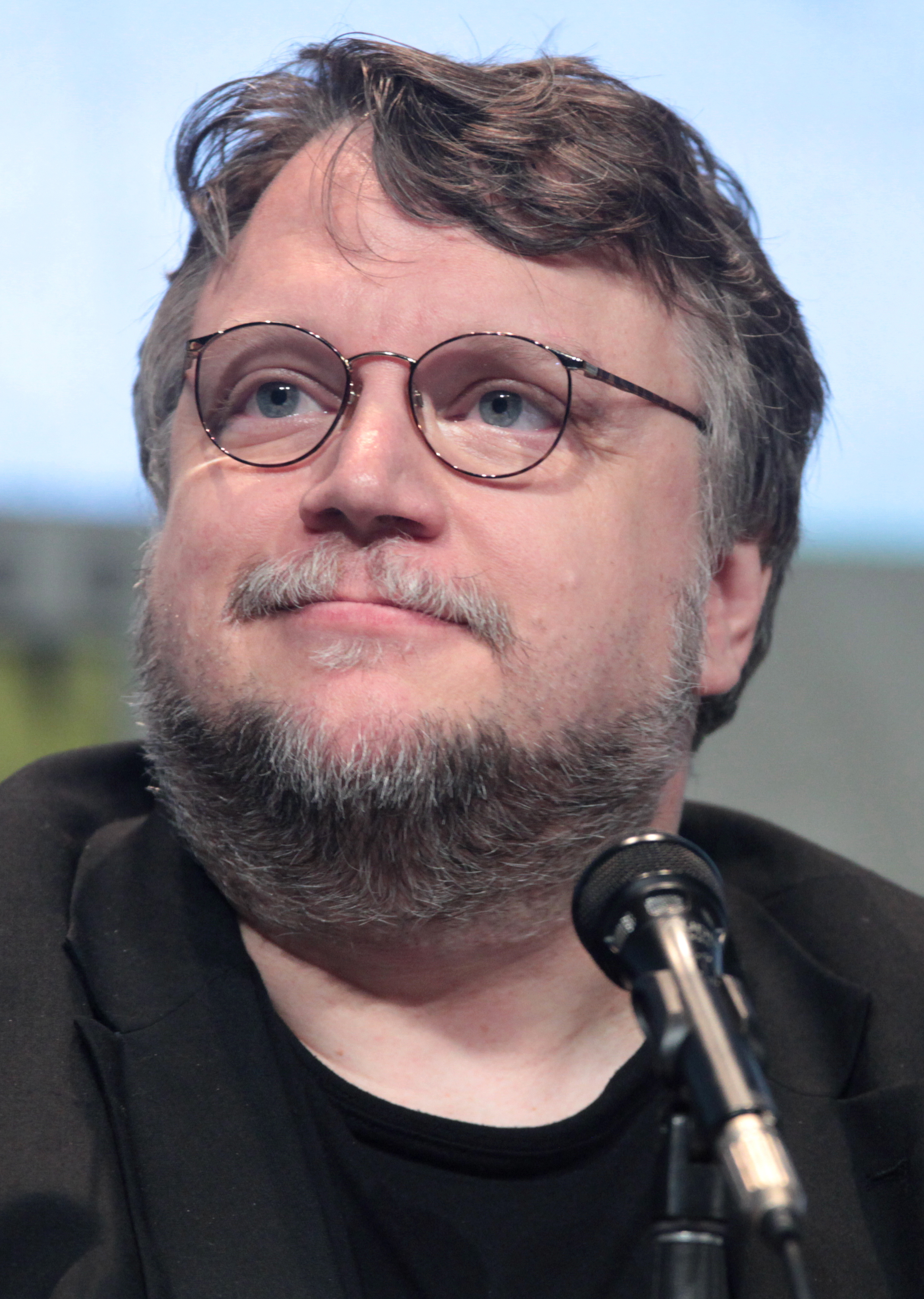
Guillermo del Toro
Bästa regi

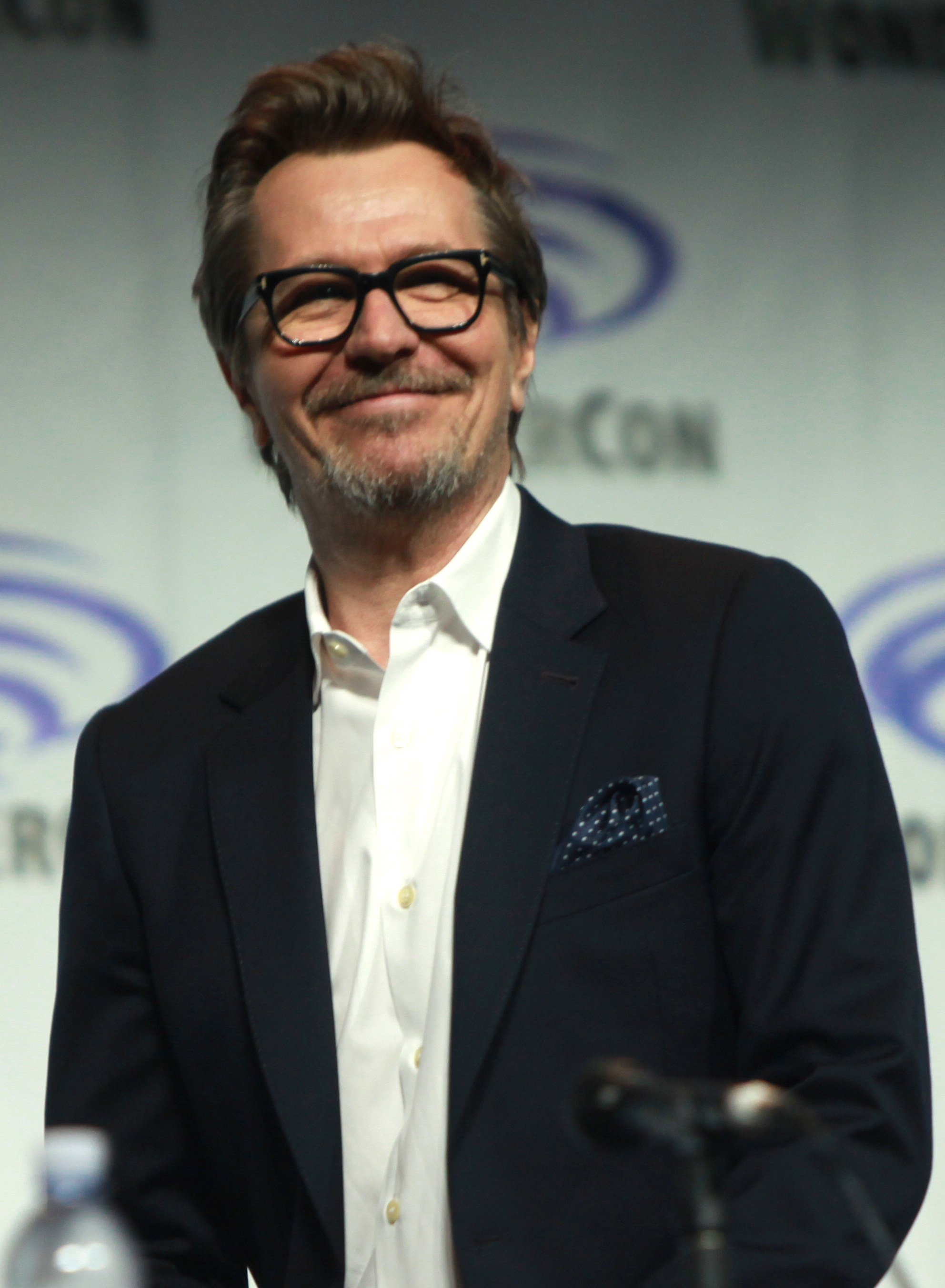
Gary Oldman
Bästa manliga huvudroll

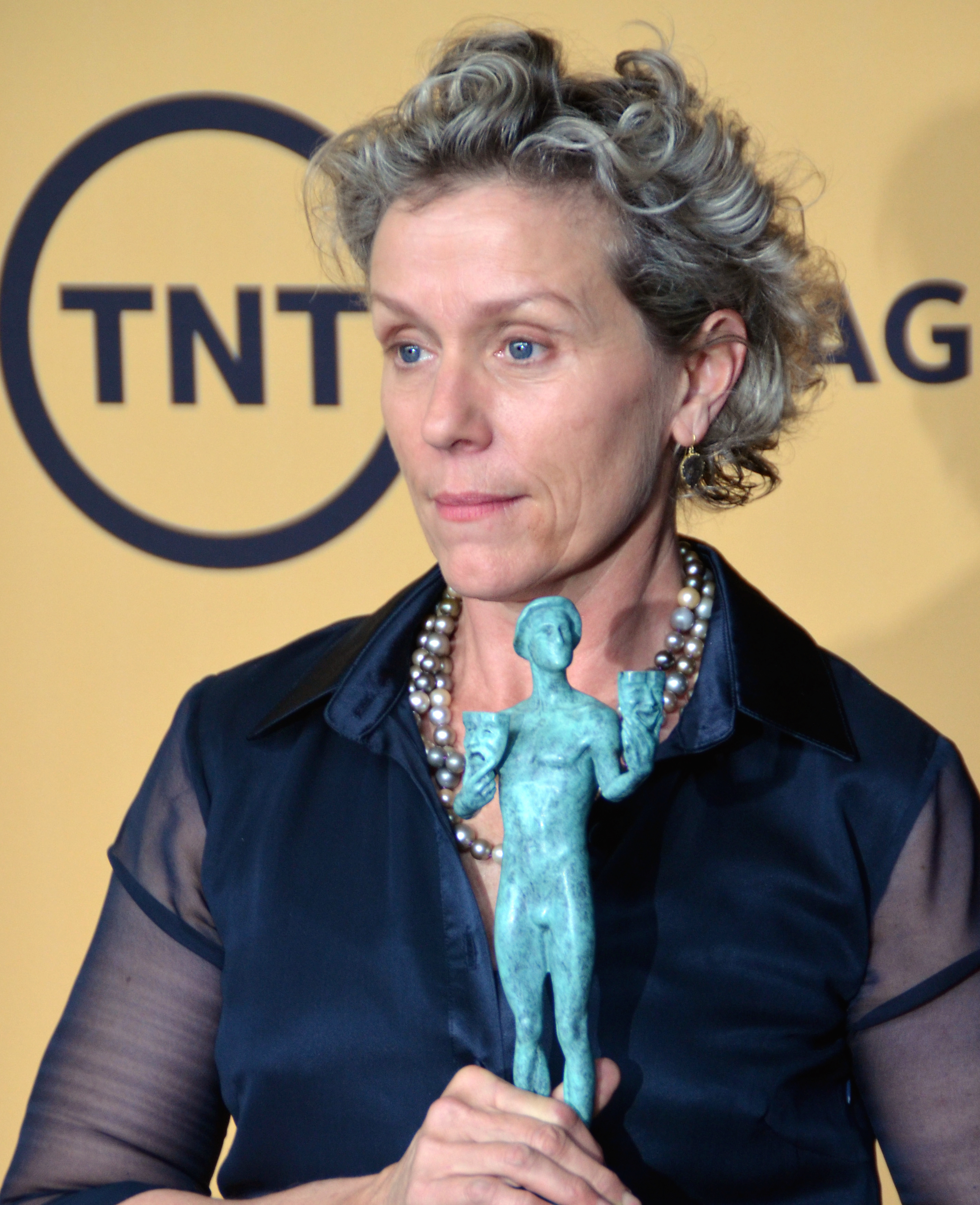
Frances McDormand
Bästa kvinnliga huvudroll

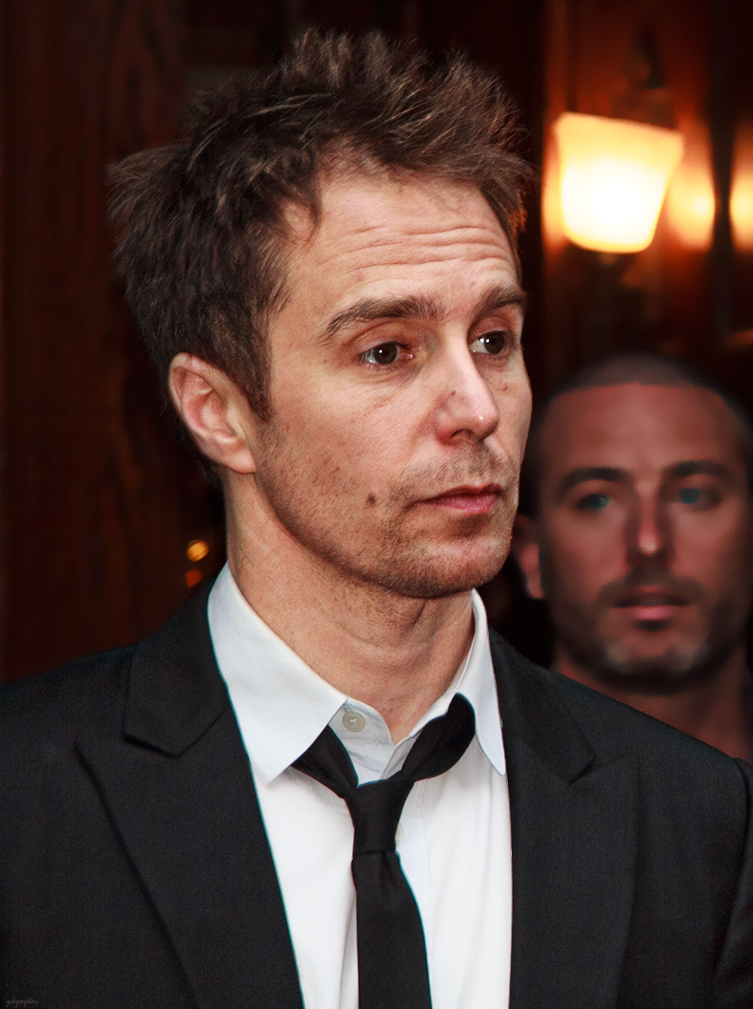
Sam Rockwell
Bästa manliga biroll

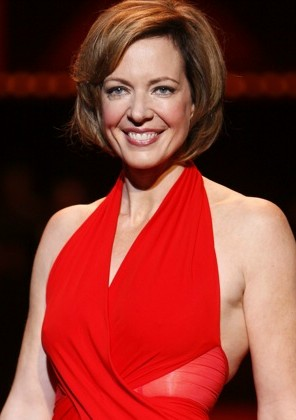
Allison Janney
Bästa kvinnliga biroll

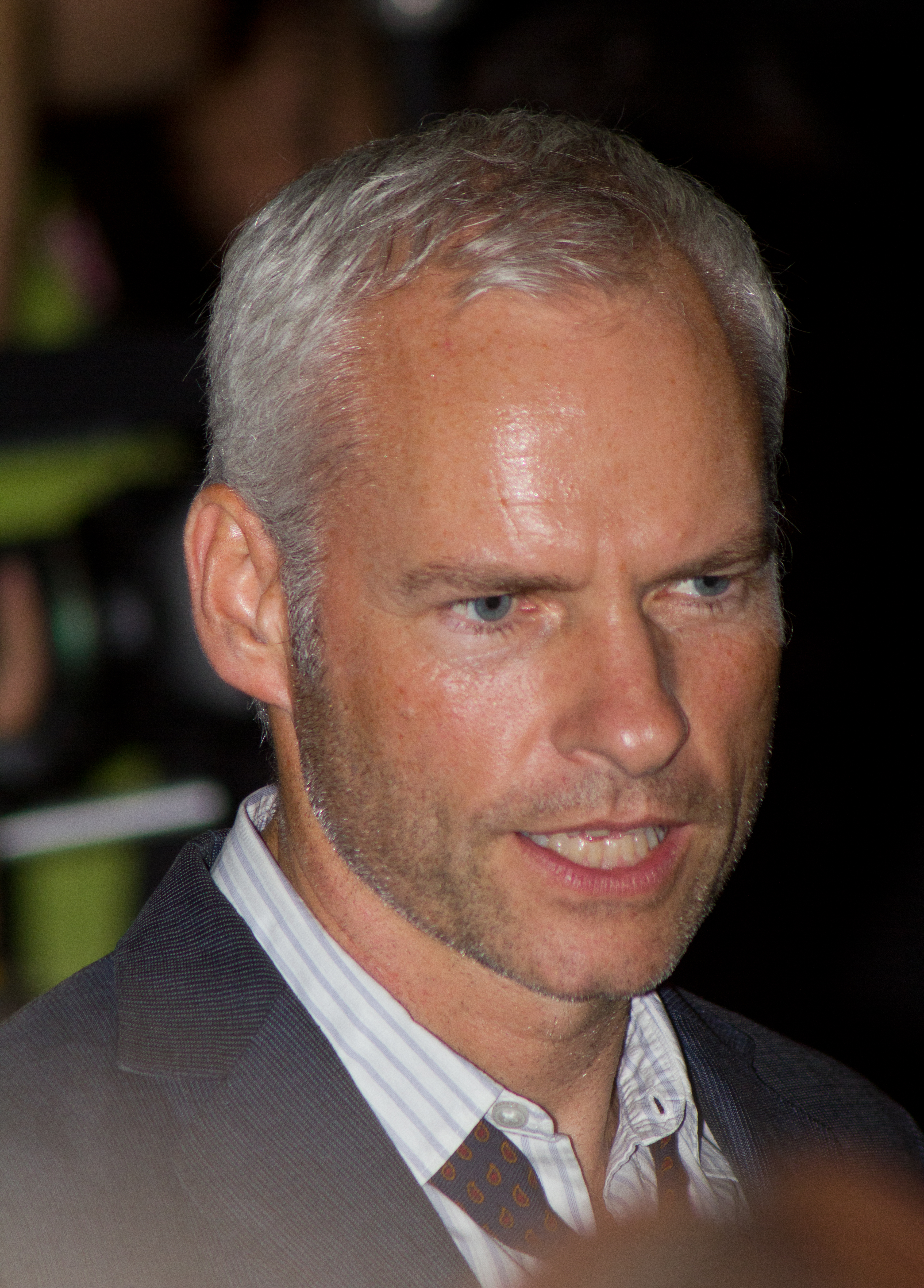
Martin McDonagh
Bästa originalmanus

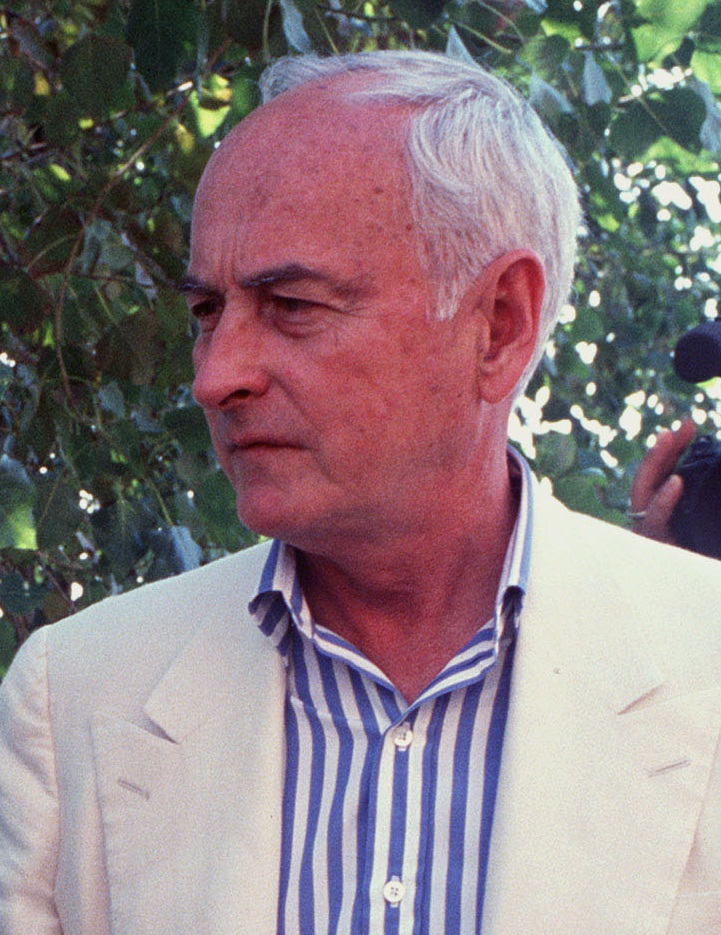
James Ivory
Bästa manus efter förlaga

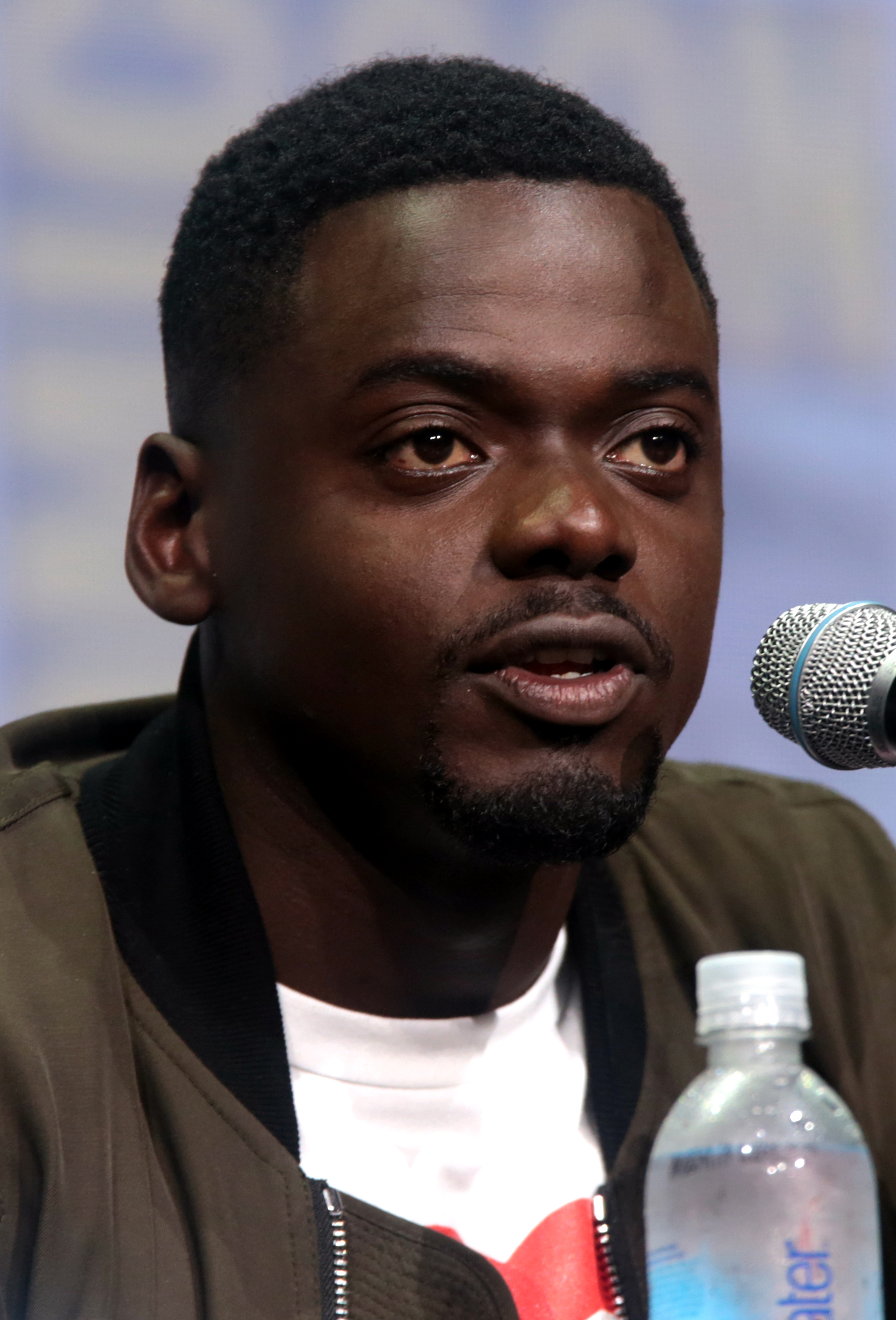
Daniel Kaluuya
Rising Star Award

| Bästa film - Three Billboards Outside Ebbing, Missouri – Graham Broadbent, Pete Czernin och Martin McDonagh - Call Me by Your Name – Emilie Georges, Luca Guadagnino, Marco Morabito och Peter Spears - Darkest Hour – Tim Bevan, Lisa Bruce, Eric Fellner, Anthony McCarten och Douglas Urbanski - Dunkirk – Christopher Nolan och Emma Thomas - The Shape of Water – Guillermo del Toro och J. Miles Dale | Bästa regi - Guillermo del Toro – The Shape of Water - Luca Guadagnino – Call Me by Your Name - Martin McDonagh – Three Billboards Outside Ebbing, Missouri - Christopher Nolan – Dunkirk - Denis Villeneuve – Blade Runner 2049 |
| Bästa manliga huvudroll - Gary Oldman – Darkest Hour - Jamie Bell – Film Stars Don't Die in Liverpool - Timothée Chalamet – Call Me by Your Name - Daniel Day-Lewis – Phantom Thread - Daniel Kaluuya – Get Out | Bästa kvinnliga huvudroll - Frances McDormand – Three Billboards Outside Ebbing, Missouri - Annette Bening – Film Stars Don't Die in Liverpool - Sally Hawkins – The Shape of Water - Margot Robbie – I, Tonya - Saoirse Ronan – Lady Bird |
| Bästa manliga biroll - Sam Rockwell – Three Billboards Outside Ebbing, Missouri - Willem Dafoe – The Florida Project - Hugh Grant – Paddington 2 - Woody Harrelson – Three Billboards Outside Ebbing, Missouri - Christopher Plummer – All the Money in the World | Bästa kvinnliga biroll - Allison Janney – I, Tonya - Lesley Manville – Phantom Thread - Laurie Metcalf – Lady Bird - Kristin Scott Thomas – Darkest Hour - Octavia Spencer – The Shape of Water |
| Bästa originalmanus - Three Billboards Outside Ebbing, Missouri – Martin McDonagh - Get Out – Jordan Peele - I, Tonya – Steven Rogers - Lady Bird – Greta Gerwig - The Shape of Water – Guillermo del Toro och Vanessa Taylor | Bästa manus efter förlaga - Call Me by Your Name – James Ivory - The Death of Stalin – Armando Iannucci, Ian Martin och David Schneider - Film Stars Don't Die in Liverpool – Matt Greenhalgh - Molly's Game – Aaron Sorkin - Paddington 2 – Simon Farnaby och Paul King |
| Bästa brittiska film - Three Billboards Outside Ebbing, Missouri – Martin McDonagh, Graham Broadbent och Pete Czernin - Darkest Hour – Joe Wright, Tim Bevan, Lisa Bruce, Eric Fellner, Anthony McCarten och Douglas Urbanski - The Death of Stalin – Armando Iannucci, Kevin Loader, Laurent Zeitoun, Yann Zenou, Ian Martin och David Schneider - God's Own Country – Francis Lee, Manon Ardisson och Jack Tarling - Lady M – William Oldroyd, Fodhla Cronin O'Reilly och Alice Birch - Paddington 2 – Paul King, David Heyman och Simon Farnaby | Bästa icke-engelskspråkiga film - The Handmaiden – Park Chan-wook och Syd Lim - Elle – Paul Verhoeven och Saïd Ben Saïd - First They Killed My Father – Angelina Jolie och Rithy Panh - Saknaden – Andrej Zvjagintsev och Aleksandr Rodnjanskij - The Salesman – Asghar Farhadi och Alexandre Mallet-Guy |
| Bästa animerade film - Coco – Lee Unkrich och Darla K. Anderson - Loving Vincent – Dorota Kobiela, Hugh Welchman och Ivan Mactaggart - Mitt liv som Zucchini – Claude Barras och Max Karli | Bästa dokumentär - I Am Not Your Negro – Raoul Peck - City of Ghosts – Matthew Heineman - En obekväm uppföljare – Bonni Cohen och Jon Shenk - Ikaros – Bryan Fogel och Dan Cogan - Jane – Brett Morgen |
| Bästa debut av en brittisk manusförfattare, regissör eller producent - I Am Not a Witch – Rungano Nyoni och Emily Morgan - The Ghoul – Gareth Tunley, Jack Healy Guttmann och Tom Meeten - Jawbone – Johnny Harris och Thomas Napper - Kingdom of Us – Lucy Cohen - Lady M – Alice Birch, William Oldroyd och Fodhla Cronin O'Reilly | Rising Star Award - Daniel Kaluuya - Timothée Chalamet - Josh O'Connor - Florence Pugh - Tessa Thompson |
| Bästa kortfilm - Cowboy Dave – Colin O'Toole och Jonas Mortensen - Aamir – Vika Evdokimenko, Emma Stone och Oliver Shuster - A Drowning Man – Mahdi Fleifel, Signe Byrge Sørensen och Patrick Campbell - Work – Aneil Karia och Scott O'Donnell - Wren Boys – Harry Lighton, Sorcha Bacon och John Fitzpatrick | Bästa animerade kortfilm - Poles Apart – Paloma Baeza och Ser En Low - Have Heart – Will Anderson - Mamoon – Ben Steer |
| Bästa filmmusik - The Shape of Water – Alexandre Desplat - Blade Runner 2049 – Benjamin Wallfisch och Hans Zimmer - Darkest Hour – Dario Marianelli - Dunkirk – Hans Zimmer - Phantom Thread – Jonny Greenwood | Bästa ljud - Dunkirk – Richard King, Gregg Landaker, Gary Rizzo och Mark Weingarten - Baby Driver – Tim Cavagin, Mary H. Ellis och Julian Slater - Blade Runner 2049 – Ron Bartlett, Doug Hemphill, Mark A. Mangini och Mac Ruth - The Shape of Water – Christian T. Cooke, Glen Gauthier, Nathan Robitaille och Brad Zoern - Star Wars: The Last Jedi – Ren Klyce, David Parker, Michael Semanick, Stuart Wilson och Matthew Wood |
| Bästa produktionsdesign - The Shape of Water – Paul D. Austerberry, Jeffrey A. Melvin och Shane Vieau - Blade Runner 2049 – Dennis Gassner och Alessandra Querzola - Darkest Hour – Sarah Greenwood och Katie Spencer - Dunkirk – Nathan Crowley och Gary Fettis - Skönheten och odjuret – Sarah Greenwood och Katie Spencer | Bästa foto - Blade Runner 2049 – Roger Deakins - Darkest Hour – Bruno Delbonnel - Dunkirk – Hoyte van Hoytema - The Shape of Water – Dan Laustsen - Three Billboards Outside Ebbing, Missouri – Ben Davis |
| Bästa smink och hår - Darkest Hour – David Malinowski, Ivana Primorac, Lucy Sibbick och Kazuhiro Tsuji - Blade Runner 2049 – Donald Mowat och Kerry Warn - I, Tonya – Deborah La Mia Denaver och Adruitha Lee - Victoria & Abdul – Daniel Phillips - Wonder – Naomi Bakstad, Robert A. Pandini och Arjen Tuiten | Bästa kostym - Phantom Thread – Mark Bridges - Darkest Hour – Jacqueline Durran - I, Tonya – Jennifer Johnson - The Shape of Water – Luis Sequeira - Skönheten och odjuret – Jacqueline Durran |
| Bästa klippning - Baby Driver – Jonathan Amos och Paul Machliss - Blade Runner 2049 – Joe Walker - Dunkirk – Lee Smith - The Shape of Water – Sidney Wolinsky - Three Billboards Outside Ebbing, Missouri – Jon Gregory | Bästa specialeffekter - Blade Runner 2049 – Gerd Nefzer och John Nelson - Apornas planet: Striden – Daniel Barrett, Dan Lemmon, Joe Letteri och Joel Whist - Dunkirk – Scott R. Fisher och Andrew Jackson - The Shape of Water – Dennis Berardi, Trey Harrell och P. Kevin Scott - Star Wars: The Last Jedi – Stephen Aplin, Chris Corbould, Ben Morris och Neal Scanlan                                                           |

### Filmer med flera vinster
| Vinster | Film                                      |
| ------- | ----------------------------------------- |
| 5       | Three Billboards Outside Ebbing, Missouri |
| 3       | The Shape of Water                        |
| 2       | Blade Runner 2049                         |
| 2       | Darkest Hour                              |

### Filmer med flera nomineringar
| Nomineringar | Film                                      |
| ------------ | ----------------------------------------- |
| 12           | The Shape of Water                        |
| 9            | Darkest Hour                              |
| 9            | Three Billboards Outside Ebbing, Missouri |
| 8            | Blade Runner 2049                         |
| 8            | Dunkirk                                   |
| 5            | I, Tonya                                  |
| 4            | Call Me by Your Name                      |
| 4            | Phantom Thread                            |
| 3            | Film Stars Don't Die in Liverpool         |
| 3            | Lady Bird                                 |
| 3            | Paddington 2                              |
| 2            | Baby Driver                               |
| 2            | The Death of Stalin                       |
| 2            | Get Out                                   |
| 2            | Lady M                                    |
| 2            | Skönheten och odjuret                     |
| 2            | Star Wars: The Last Jedi                  |